# Text & musik (album)
Text & musik är ett musikalbum från 2004 av Knut Agnred. Skivan är Knuts skivdebut och ett av hans första soloprojekt utanför sitt medlemskap i Galenskaparna och After Shave. Skivan är ett samarbete med musikern Lars "Lim" Moberg från Den ofattbara orkestern som är husband med Galenskaparna och After Shave.
Texterna är skrivna av Knut. Melodierna också där ej annat anges.

## Låtlista
1. Jag är inte riktigt klar ännu (musik: L Moberg)
2. Tänk att vi blev så bra
3. Världen är full av dårar (föregick albumet som singel)
4. Vi hade alla svaren (musik: L Moberg)
5. Murphys lag
6. Alltid redo för en Losec
7. Harry Bengtsson
8. Ge dig!
9. Blev det så bra?
10. I den tid vi lever nu (musik: L Moberg)
11. Min fru (musik: L Moberg)
12. Mitt hjärtas val

## Medverkande:[1]
- Knut Agnred - Sång, Text, Musik
- Lars Moberg - Arrangör, Gitarr, Mixning, Musik, Producent
- Dan Ljungsvik - Foto, Omslagsdesign
- Bo Reimer - Mixning
- Åke Linton - Mixare
- Peter Lundberg - Exekutiv producent